# Woman (album van Peter & Gordon)
Woman is een studioalbum van Peter & Gordon. Het album was in tegenstelling tot het vorige album Hits of Nashville niet alleen voor de Amerikaanse markt. De werktitel van het album was Peter & Gordon, maar waarschijnlijk door het succes van de single Woman kreeg de Amerikaanse persing die titel mee. De muziek van Woman verschilt hemelsbreed van haar voorganger.  

## Muziek
| Nr. | Titel                                                                      | Duur |
| --- | -------------------------------------------------------------------------- | ---- |
| 1.  | Woman (Bernard Webb)                                                       | 2:29 |
| 2.  | Wrong from the start (Asher/Waller)                                        | 3:02 |
| 3.  | As long as I have you (Ben Weisman, Fred Wise)                             | 2:21 |
| 4.  | Let it be me (Gilbert Becaud, Mann Curtis)                                 | 3:44 |
| 5.  | Green leaves of summer (Dimitri Tomkin, Paul Francis Webster)              | 3:03 |
| 6.  | High noon (Dimitri Tomkin, Ned Washington)                                 | 3:54 |
| 7.  | I know a man (Galt MacDermot, Max Frith)                                   | 2:55 |
| 8.  | Brown, black, and gold (Mike Lease, Phil Stevens (saxsolo Tubby Hayes))    | 2:37 |
| 9.  | 3.10 to Yuma (Ithier, Andre Michel Salvet, George Dunning, Ned Washington) | 3:44 |
| 10. | Somewhere (Leonard Bernstein, Stephen Sondheim)                            | 2:45 |
| 11. | There’s no living without your loving (Paul Kaufman, Jerry Harris)         | 3:01 |